# Букатин, Юрий Васильевич
Юрий Васильевич Букатин — советский хозяйственный, государственный и политический деятель, Герой Социалистического Труда.

## Биография
Родился в 1930 году в посёлке Путь Октября. Член КПСС.
Окончил Троицкий ветеринарный институт.
С 1954 года — на хозяйственной, общественной и политической работе. В 1954—1990 гг. — заведующий клубом и секретарь комитета ВЛКСМ совхоза, второй секретарь (1956—57), первый секретарь Кизильского райкома ВЛКСМ (1957—60), секретарь парткома совхоза «Уралец» (1960—62), директор совхоза «Урал» Кизильского района Челябинской области (1964—77), первый секретарь Кизильского районного комитета КПСС (1977—1990).
Указом Президиума Верховного Совета СССР от 23 декабря 1976 года присвоено звание Героя Социалистического Труда с вручением ордена Ленина и золотой медали «Серп и Молот».
Делегат XXV съезда КПСС.
Умер в селе Кизильское в 2005 году, похоронен на местном кладбище.